# Complexe (psychologie)
Pour les articles homonymes, voir Complexe.
Dans le langage courant, le mot complexe désigne une carence dans l'estime de soi. Il est alors davantage convenu de parler de complexe d'infériorité.
Chez les professionnels, il prend un sens beaucoup plus large, celui de représentation mentale.  

## Introduction
Le nom et l'adjectif « complexe » (des mots latins cum et plexus : avec et enchevêtré) sont utilisés dans différents champs de pensée, principalement en psychologie.
- Dans l'usage courant, le nom est assimilé à « un défaut auquel on attache une grande importance et qui peut être aggravé par le regard des autres[1] », plus généralement à un sentiment de mal-être. Le mot donne alors lieu alors à des expressions telles que « avoir des complexes » ou « bourré de complexes » et doit être compris comme « complexe d'infériorité. »

- En psychologie institutionnelle, toutefois, le mot prend un sens à la fois plus nuancé et plus général, celui de représentation mentale. Dans cette acception, il a été créé à la fin du XIXe siècle par le psychiatre allemand Theodor Ziehen, dans son livre Psychiatrie für Ärzte und Studirende, un ensemble de carnets publiés en quatre éditions de 1894 à 1911. Il parle alors de « gefühlbetonter Vorstellungs Komplex » (« complexe de représentations chargées d'émotions »).
Joseph Breuer et Sigmund Freud utilisent également le terme en 1895 dans leurs Études sur l’hystérie[2] mais c'est principalement le psychiatre suisse Carl Gustav Jung qui lui donne la dimension d'un véritable concept, à partir de 1904, tandis que Freud ne l'utilisera que dans un sens restreint, celui de complexe d'Œdipe (dès 1897[3]).

On dénombre ainsi un grand nombre de complexes (exemples : le complexe d'Électre, le complexe de Cendrillon, le complexe de Diane, le complexe de Napoléon...).

## Psychologie analytique
De 1900 à 1907, Carl Gustav Jung, en poste à l'hôpital du Burghölzli  à Zurich (Suisse) avec Eugen Bleuler, travaille sur des expériences d'associations de mots, et met en évidence le fait que certains mots inducteurs entraînent une réponse affectivement chargée chez les sujets soumis à ces expériences. Il en déduit la notion de complexes affectivement chargés, sans que le sujet en ait conscience. Jung utilise le mot « complexe » pour la première fois en 1904 dans un article intitulé Recherches expérimentales sur les associations de personnes non malades,.  

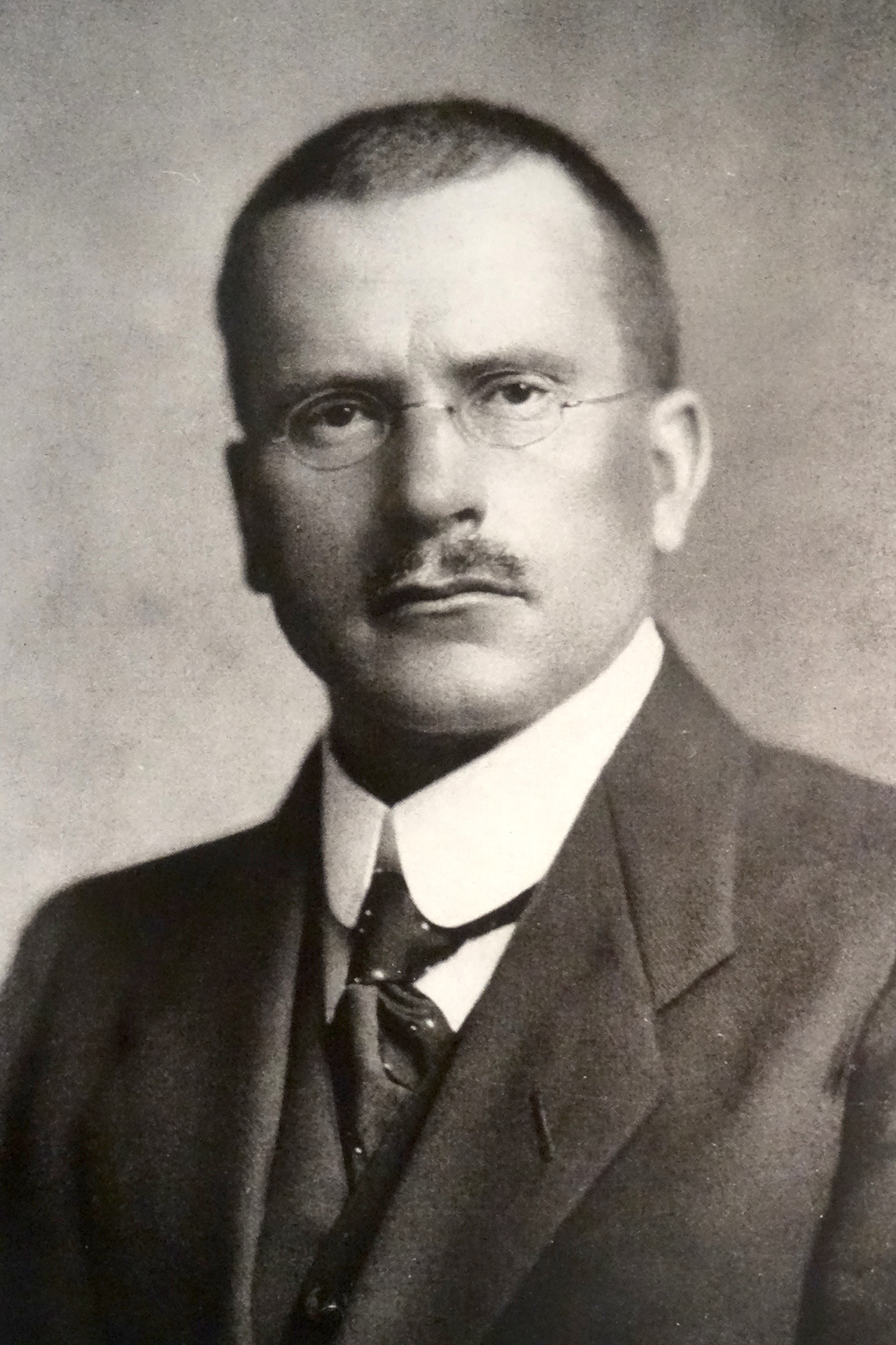
C.G. Jung.

Ces études l'amènent à s'intéresser aux travaux de Sigmund Freud sur l'inconscient en 1906 puis à rencontrer celui-ci l'année suivante. C'est alors qu'il approfondit sa réflexion, mais en conférant au mot « complexe » une définition plus large que celle de Freud, lequel ramène le complexe à un problème de sexualité refoulée (complexe d'Œdipe). Selon lui, le complexe est d'abord une affaire d'affectivité :  « tout événement affectif se mue en complexe », écrit-il. Ainsi, les complexes expriment « ce qu'il y a d'inaccompli dans l'individu, le point où, au moins pour le moment, il a subi une défaite, où il ne peut dominer ou vaincre, dont indubitablement, le point faible dans tous les sens possibles du terme. »
Durant toute sa carrière, Jung ne va cesser de revenir sur ce qu'il entend par « complexe. »
En 1922, il souligne son caractère à la fois spontané et envahissant : « les complexes sont comparables à des démons dont l'humeur trouble notre pensée et notre action : c'est pourquoi l'Antiquité et le Moyen Âge considéraient comme possession les troubles névrotiques graves. »

En 1928, il insiste sur leur caractère « autonome » : 

« Les complexes sont des masses psychiques qui se sont soustraites au contrôle de la conscience, dont elles se sont séparées pour mener une existence indépendante dans la sphère obscure de l'âme, d'où elles peuvent à tout moment entraver ou favoriser des activités conscientes. (…) On a été choqués bien souvent par l'expression « complexe autonome », bien à tort, à ce qu'il semble, car les contenus actifs de l'inconscient présentent, de fait, un comportement que je ne pourrais désigner autrement que par le terme « autonome », qui a pour but de caractériser leur aptitude à opposer de la résistance aux intentions de la conscience, d'aller et venir comme il leur plaît. »

En 1931, Jung précise : 

« Quand je dis que quelqu'un est possédé du démon, je décris réellement la situation : le possédé n'est pas légitimement malade ; il souffre d'une influence psychique invisible qu'il lui est impossible de dominer. Ce quelque chose d'invisible, c'est ce qu'on appelle un complexe autonome, un contenu inconscient soustrait à l'emprise de la volonté consciente. Quand on analyse une névrose, on découvre en effet un complexe qui ne se comporte pas comme les contenus conscients, qui viennent ou disparaissent à notre commandement. Le complexe autonome obéit à ses propres lois ; il est indépendant, « autonome », comme le dit le terme technique. Il se conduit comme un lutin sur lequel on ne peut mettre la main. Une fois que l'on a rendu le complexe conscient, on s'écrie peut-être soulagé : « ah ! C'était donc cela qui me gênait tant ! » et il semble en effet que l'on ait gagné quelque chose : les symptômes disparaissent, le problème est, comme on dit, « résolu ». (…) (Certes), les symptômes disparaissent mais il subsiste une nostalgie que la constatation qu'il s'agit d'un complexe ne satisfait en aucune façon. (…) la nostalgie est une exigence de tous les instants, un vide actif qui tourmente, que l'on peut oublier par moments mais jamais dominer par la volonté. Elle reparaît continuellement. (…) C'est cela que j'appelle « complexe autonome ». »

En 1934, Jung consacre aux complexes tout un chapitre de  son livre L'Homme à la découverte de son âme : 

« Le complexe exerce un effet attractif et assimilateur. Quiconque se trouve sous l’emprise d’un complexe prédominant assimile, comprend et conçoit les données nouvelles qui surgissent dans sa vie dans le sens de ce complexe, auquel elles sont assujetties ; en bref, le sujet vit momentanément en fonction de son complexe, comme s’il vivait un immuable préjugé originel. Les complexes jouissent d'une autonomie marquée, c'est-à-dire qu'ils sont des entités psychiques qui vont et qui viennent selon leur bon plaisir ; leur apparition et leur disparition échappent à notre volonté. Ils sont semblables à des êtres indépendants qui mèneraient à l'intérieur de notre psyché une sorte de vie parasitaire. »

« Qu'est-ce donc, scientifiquement parlant qu'un « complexe affectif » ? C'est l'image émotionnelle et vivace d'une situation psychique arrêtée ; image incompatible, en outre, avec l'attitude et l'atmosphère consciente habituelles ; elle est douée d'une forte cohésion intérieure, d'une sorte de totalité propre, et, à un degré relativement élevé, d'autonomie : sa soumission aux dispositions de la conscience est fugace, et elle se comporte par suite dans l'espace conscient comme un corpus alienum, animé d'une vie propre. Au prix d'un effort de volonté, on peut à l'ordinaire réprimer un complexe, le tenir en échec ; mais aucun effort de volonté ne parvient à l'annihiler, et il réapparait, à la première occasion favorable, avec sa force originelle. »

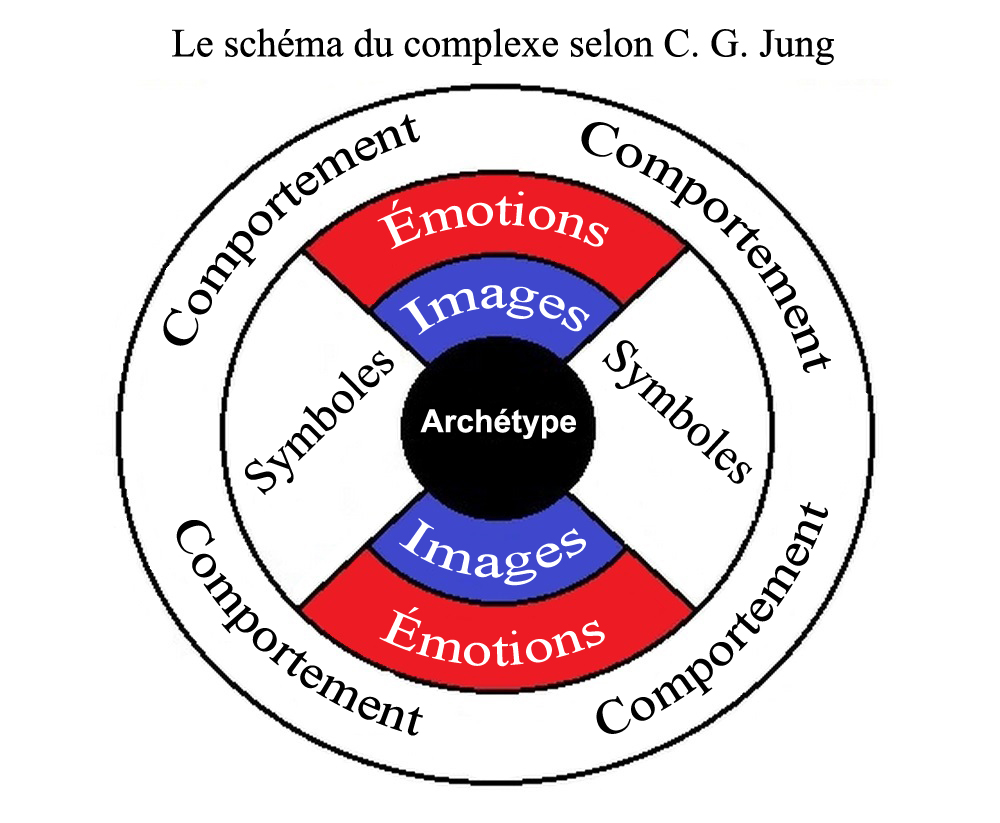
Selon Jung, un complexe est non seulement composé d'affects issus d'expériences personnelles mais également influencé par des structures mentales dépassant le cadre de la personnalité du sujet, qu'il appelle « archétypes. »

Jung approfondit alors sa réflexion sur la nature du complexe. Selon lui, celui-ci est non seulement composé d'affects issus d'expériences personnelles mais également influencé par des structures mentales dépassant le cadre de la personnalité du sujet, qu'il appelle « archétypes. » Il distingue alors les deux termes, en même temps qu'il les situe sur le même plan : 

« Les contenus de l'inconscient personnel sont surtout ce que l'on appelle les complexes à tonalité affective, qui constituent l'intimité personnelle de la vie psychique. Par contre, les contenus de l'inconscient collectif sont les archétypes. »

En 1938, Jung consacre toute une étude à « l'archétype maternel » et au « complexe maternel ».
En 1948, il insiste sur le fait que « les complexes apparaissent et disparaissent selon leurs propres lois ».

En 1959, il affirme qu'ils se manifestent d'autant plus chez les individus que la société leur impose de s'adapter à ses normes : 

« Les complexes personnels prennent naissance aux points où se produisent des collisions avec la disposition instinctive générale. Ce sont des points de moindre adaptabilité qui restent particulièrement sensibles et dont la susceptibilité déterminera des affects qui arracheront du visage de l'homme civilisé le masque de l'adaptation. »

## Psychanalyse
La notion de « complexe » est interprétée de différentes façons en psychanalyse. 

### Complexe freudien

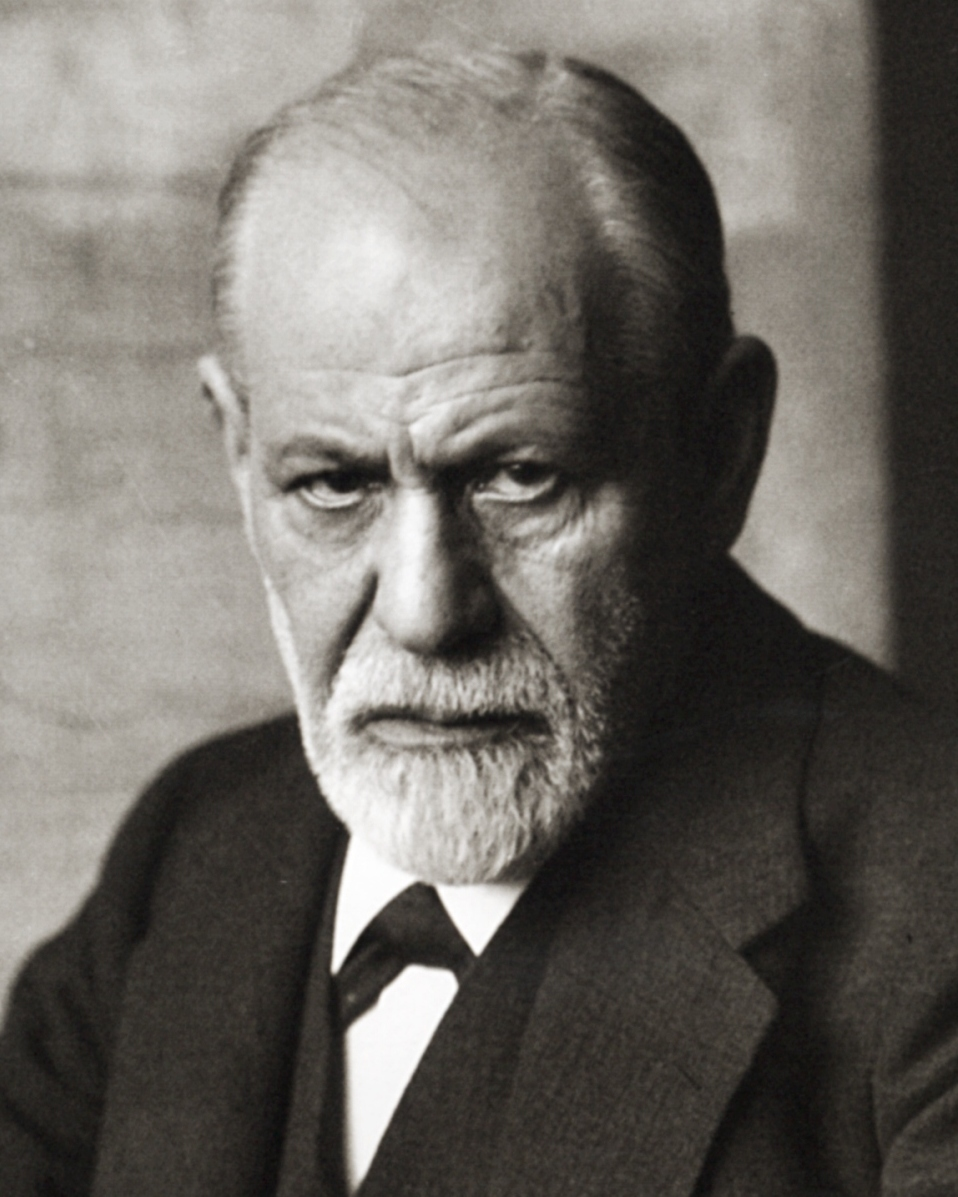
Sigmund Freud.

Selon Sigmund Freud, le terme désigne un noyau associatif, réseau de représentations inconscientes formant une structure cohérente. [réf. nécessaire]
Le complexe le plus connu est le complexe d'Œdipe qui se développe à partir du désir sexuel d'un enfant pour le parent du sexe opposé, associé à une rivalité amoureuse envers le parent du même sexe, et entraînant tout à la fois une honte du fait du tabou de l'inceste et une culpabilité du fait des mouvements de haine qu'entraîne la rivalité amoureuse. Très vite ce désir œdipien est refoulé et devient inconscient.[réf. nécessaire]
Freud décrit en outre le complexe de castration.[réf. nécessaire]

### Complexe adlérien
Dans les années 1920, Alfred Adler développe la théorie du complexe d'infériorité. Il explique que les individus tendent à développer un sentiment d'infériorité dès leur plus jeune âge ; puis, alors qu'ils grandissent, certains prennent de l'assurance et surpassent ce sentiment quand d'autres n'y parviennent pas et font l'expérience de sentiments persistants d'inconfort[réf. nécessaire].

### Complexe lacanien
Lacan décrit trois complexes : le complexe œdipien, le complexe de sevrage et le complexe d'intrusion.[réf. nécessaire]
Le complexe se forgerait sur la base d'imagos, et permettrait d'éclairer la structure de l'institution familiale.[réf. nécessaire]
Lacan écrit les complexes familiaux en 1936.